# かつらぎ郵便局
かつらぎ郵便局（かつらぎゆうびんきょく）は、和歌山県伊都郡かつらぎ町にある郵便局。民営化前の分類では集配普通郵便局であった。

## 概要
住所：〒649-7199 和歌山県伊都郡かつらぎ町丁ノ町50
民営化直前の、集配業務再編において、多くの集配普通郵便局は統括センターとなったが、当局は配達センターとされたため、民営化後も郵便事業株式会社の支店は併設されず、集配センターが併設された。

## 沿革
- 1967年（昭和42年）10月16日 - かつらぎ郵便局として、伊都郡かつらぎ町に開局。妙寺郵便局、見好郵便局[1]、伊都郵便局[2]から集配業務を移管[3]。
- 1981年（昭和56年）3月9日 - 天野郵便局の廃止に伴い、電気通信業務を除く[4]取扱事務を承継。
- 1985年（昭和60年）7月 - 局舎新築。
- 1990年（平成2年）9月3日 - 広口郵便局の廃止に伴い、取扱事務を承継。
- 2000年（平成12年）8月14日 - 外国通貨の両替および旅行小切手の売買に関する業務取扱を開始。
- 2007年（平成19年）3月5日 - ゆうゆう窓口（郵便時間外窓口）を廃止し、配達センター局に移行。
- 2007年（平成19年）10月1日 - 民営化に伴い、併設された郵便事業橋本支店かつらぎ集配センターに一部業務を移管。
- 2012年（平成24年）10月1日 - 日本郵便株式会社発足に伴い、郵便事業橋本支店かつらぎ集配センターをかつらぎ郵便局に統合。
- 2022年（令和4年）4月1日-かんぽサービス部を設置。

## 取扱内容
- 郵便、印紙、ゆうパック、内容証明
- 貯金、為替、振替、振込、国際送金、国債、投資信託
- 生命保険、バイク自賠責保険、自動車保険
- ゆうちょ銀行ATM
- 「649-71xx」区域（伊都郡かつらぎ町（新城[5]および旧花園村域[6]を除く各区域））の集配業務

## 風景印
- 図案は富有柿の外枠に丹生都比売神社楼門。局名表記は「かつらぎ」
- 使用開始日は2001年（平成13年）1月1日

## 周辺
- かつらぎ町役場
- かつらぎ町立図書館
- あじさいホール
- 溝端紙工印刷 本社
- 築野食品工業 本社
- 日進化学 和歌山工場
- 紀の川

## アクセス
- JR和歌山線 大谷駅から徒歩約16分
- 和歌山バス那賀 かつらぎ町役場停留所もしくはかつらぎ町コミュニティバス 役場前停留所下車
- 京奈和自動車道 高野口ICから南西へ約5km
- 国道24号沿い
- 駐車場あり：10台